# Вид неба с других небесных тел
Вид неба с поверхности космического тела, отличного от Земли, может по различным причинам отличаться от вида неба на Земле: на него влияет, например, взаимное расположение небесных тел и параметры атмосферы планеты.

## Объекты Солнечной системы
Размеры Солнечной системы невелики по сравнению с расстояниями до ближайших звёзд: так, например, радиус орбиты Нептуна составляет 30 а. е., а расстояние до Проксимы Центавра ― около 1,3 парсека, что в 10000 раз больше. Поэтому звёзды при наблюдении с других планет будут иметь такие же звёздные величины, как и при наблюдении с Земли, а их взаимное расположение и формы созвездий останутся прежними. Тем не менее вид Солнца и других планет может отличаться довольно сильно: видимый размер объекта обратно пропорционален расстоянию до него, а освещённость, создаваемая им ― обратно пропорциональна квадрату расстояния.

### Меркурий
Меркурий ― самая близкая к Солнцу планета Солнечной системы. Большая полуось его орбиты составляет 0,39 а. е., а эксцентриситет ― около 0,2. В среднем, Солнце при наблюдении с Меркурия имеет в 2,5 раза больший угловой диаметр, чем при наблюдении с Земли, а освещённость, создаваемая Солнцем, более чем в 6 раз больше. Из-за эксцентриситета расстояния до Солнца в афелии и в перигелии отличаются в полтора раза, а значит, в течение одного оборота Меркурия вокруг Солнца освещённость, создаваемая последним, может меняться в два раза ― благодаря этому можно говорить о смене времён года, несмотря на то, что ось вращения Меркурия практически перпендикулярна плоскости его орбиты. Из-за того, что атмосферы у Меркурия нет, небо на нём имеет чёрный цвет, а звёзды и планеты могут наблюдаться даже днём. 

Продолжительность года на Меркурии составляет 88 земных суток, а период вращения вокруг своей оси ― 59 суток. Таким образом, солнечные сутки на Меркурии длятся 176 земных суток, но из-за значительного эксцентриситета Солнце двигается сильно неравномерно ― иногда оно останавливается в своём видимом движении и некоторое время движется на запад, а в некоторых областях Меркурия возможно увидеть два восхода и два заката Солнца в течение суток. 
Из-за того, что Меркурий находится ближе к Солнцу, чем другие планеты, с Меркурия они могут наблюдаться в противостоянии. Венера и Земля в максимуме блеска на небе Меркурия светят очень ярко: их звёздные величины равны, соответственно, −7,7m и −4,4m, в то время как Венера при наблюдении с Земли имеет блеск в −4,7m. Таким образом, в небе Меркурия Венера может светить в 15 раз ярче, чем в небе Земли. Более того, нет планеты, которая бы светила более ярко при наблюдении с любой другой планеты, как Венера с Меркурия. Земля в небе Меркурия выглядит чуть тусклее, чем Венера в небе Земли в максимуме яркости, между тем, с Меркурия также хорошо видна Луна: её звёздная величина составляет приблизительно −0,6m, что лишь немного тусклее Канопуса (−0,72m) — второй по блеску звезды ночного неба. Угловое расстояние между Землёй и Луной при наблюдении с Меркурия может составлять 15', а значит, большую часть времени Земля и Луна различимы невооружённым глазом. Марс будет значительно тусклее, чем в небе Земли, а более далёкие объекты практически не изменят свой блеск.
Северной полярной звездой для Меркурия является Омикрон Дракона, однако она находится более чем в 2° от северного полюса мира и гораздо тусклее, чем земная Полярная: её видимая звёздная величина составляет +4,6m. Роль южной полярной звезды играет Альфа Живописца: она расположена в 43' от южного полюса мира и имеет блеск +3,2m.

### Венера
Большая полуось орбиты Венеры составляет 0,72 а. е., а эксцентриситет близок к нулю, из-за чего освещённость от Солнца на ней практически постоянна и превышает земную почти вдвое. Венера имеет очень плотную атмосферу, почти на два порядка плотнее земной, а также слой облаков, из-за чего небо имеет оранжевый цвет, а при наблюдениях с поверхности невозможно различить даже диск Солнца. Тем не менее наблюдения возможны из верхних слоёв атмосферы либо в других спектральных диапазонах. Плоскости орбиты Венеры и её экватора различаются лишь на 3°, поэтому смены времён года на Венере нет.
Длительность звёздных суток на Венере составляет 243 земных, а продолжительность года ― 225 земных. Из-за того, что Венера вращается в обратную своему движению сторону, солнечные сутки на ней длятся меньше, чем звёздные, и составляют 117 земных суток. По этой же причине на Венере Солнце встаёт на западе, а садится на востоке.
Земля в небе Венеры в максимуме блеска также светит ярче, чем Венера в небе Земли: звёздная величина Земли составляет −6m, что в три раза ярче, чем у Венеры при наблюдении с Земли. Также рядом с Землёй видна Луна: при наблюдении с Венеры она выглядит ярче Сириуса и имеет звёздную величину −2,2m, удаляясь на расстояние до 30' от Земли. Меркурий в небе Венеры ярче, чем в небе Земли, и в максимуме блеска его звёздная величина достигает −1,8m. Марс будет выглядеть ярче, чем в небе Меркурия, но заметно тусклее, чем в небе Земли, и в противостоянии иметь величину −1,1m. Как и для Меркурия, более далёкие объекты в небе Венеры будут иметь практически такой же блеск, как и при виде с Земли.
Ближайшей к северному полюсу мира звездой ярче 5m является 42 Дракона. Её звёздная величина составляет 4,8m, а угловое расстояние до полюса ― больше 2°. Приметной южной полярной звезды тоже нет: ближайшая ярче 5-й величины, Дельта Золотой Рыбы, расположена практически в 3° от полюса и имеет блеск 4,3m.

### Луна
Луна находится на небольшом расстоянии от Земли, которое составляет менее 0,003 а.е, а значит, вид Солнца и планет с Луны практически не отличается от их вида на Земле. Атмосферы на Луне нет, поэтому небо на ней всегда чёрное. Видимость звёзд и планет зависит от положения Солнца: при ярком дневном освещении они засвечиваются солнечным светом, а ночью препятствия для их наблюдения отсутствуют. Звёздные сутки на Луне составляют 27,3 земных суток, а солнечные ― 29,5 земных. Отклонение оси вращения Луны от плоскости эклиптики составляет 1,5°, поэтому смены времён года на Луне нет.
Главным отличием лунного неба от земного, кроме его чёрного цвета и отсутствия атмосферного поглощения, является Земля. По сравнению с Луной в небе Земли, Земля в небе Луны имеет в четыре раза больший угловой диаметр, около 2°, и создаёт в 40 (по другим данным, в 15) раз большую освещённость в «полноземлии», чем Луна в полнолунии, благодаря не только большему размеру, но и более высокому альбедо. Попадающий на Луну с Земли свет настолько яркий, что при отражении от неосвещённой стороны Луны наблюдается как пепельный свет Луны. Из-за приливной синхронизации Земля находится приблизительно в одном месте в небе Луны и может быть видна не из всех её точек. Тем не менее из-за либраций Луны Земля может перемещаться в диапазоне 14° в северно-южном направлении и в 16° ― в западно-восточном. Из-за этого в областях Луны, в которых Земля видна близко к горизонту, могут наблюдаться восходы и заходы Земли за горизонт.
Фазы Луны при наблюдении с Земли связаны с фазами Земли в небе Луны. Они должны быть противоположными, то есть сумма фаз должна равняться единице. Например, если на Земле наблюдается полнолуние, то на Луне должно наблюдаться «новоземлие» и наоборот. При этом фазы Земли выглядят менее резко, чем фазы Луны, благодаря наличию у Земли атмосферы, которая частично рассеивает свет. Также связаны и затмения, наблюдаемые на Луне и на Земле: когда на Земле наблюдается лунное затмение, то при наблюдении с Луны Земля перекрывает Солнце, а до Луны доходит лишь часть света, который преломился в земной атмосфере и сильно покраснел. Таким образом, наблюдатели на Луне в это время видят красно-оранжевое кольцо вокруг тёмной Земли, из-за чего Луна и окрашивается в красный цвет для земных наблюдателей. Похожая картина должна наблюдаться и при других «новоземлиях». Солнечные затмения должны быть гораздо менее примечательными при наблюдении с Луны: во время таких затмений по Земле проходит небольшая тёмная точка, в которой на поверхности Земли наблюдается полная фаза солнечного затмения.
Звезда 36 Дракона находится приблизительно в 2,5° от северного полюса мира Луны, и со звёздной величиной в 4,95m является ближайшей к нему из звёзд ярче 5m. Южной полярной звездой, как и у Венеры, является Дельта Золотой Рыбы: от лунного полюса она удалена немного меньше, чем на 2°.

### Марс
Большая полуось орбиты Марса — 1,52 а. е., поэтому угловые размеры Солнца составляют приблизительно 20', а освещённость, создаваемая Солнцем, в среднем в 2,3 раза меньше, чем на Земле. Марс движется по орбите с эксцентриситетом 0,1, поэтому в афелии он заметно дальше от Солнца, чем в перигелии, а освещённости от Солнца различаются практически в полтора раза. Продолжительность как звёздных, так и солнечных суток на Марсе близка к земной и составляет около 24,6 часов. Марс имеет гораздо менее плотную атмосферу, чем Земля, но в его атмосфере гораздо больше пылинок, богатых оксидом железа, и рассеяние света в ней принимает другой характер. На них красный свет рассеивается лучше синего, поэтому небо имеет жёлто-коричневый или розоватый цвет, а Солнце и область неба вокруг него ― голубоватый. Тем не менее предполагается, что из-за меньшей освещённости Марса проявится эффект Пуркине, и для человеческого глаза всё небо будет казаться более голубым. Наклон марсианского экватора к плоскости эклиптики составляет чуть больше 25°, а значит, на Марсе происходит смена времён года.
Среди планет в небе Марса ярчайшей будет Венера со звёздной величиной −3,2m в максимуме блеска. Вторым по яркости будет Юпитер с видимой величиной −2,6m, а Земля, ставшая внутренней планетой, будет иметь блеск в −1,6m, сравнимый с блеском ярчайшей звезды ночного неба — Сириуса. Блеск Луны будет слабее, чем в небесах Меркурия и Венеры и будет составлять +2,2m, что сравнимо с блеском Полярной звезды.
Ещё одной особенностью марсианского неба являются спутники Марса: Фобос и Деймос. Несмотря на их очень малые размеры (их диаметры составляют 25 и 15 км соответственно), оба спутника при наблюдении с Марса бывают ярче всех планет: блеск Фобоса может достигать −8m, а Деймоса −3,7m. Большие полуоси их орбит равны 9 и 23 тысячам км соответственно, что компенсирует их малые размеры — угловые диаметры Фобоса и Деймоса составляют 6' и 1' соответственно. Оба спутника различимы невооружённым глазом, однако их размеров недостаточно для полного затмения Солнца. Радиус орбиты Фобоса настолько мал, что один оборот вокруг Марса он делает меньше, чем за 9 часов, что меньше марсианских суток — таким образом, Фобос обгоняет вращение Марса. Он восходит на западе и садится за горизонт на востоке.

Ближайшая к северному полюсу мира из заметных звёзд — Пи¹ Лебедя — расположена больше, чем в 5° от него и имеет звёздную величину +4,65m, что делает сомнительным её выбор в качестве полярной. Одна из ярчайших звёзд неба — Денеб — расположена в 9° от полюса мира. Менее чем в 3° от южного полюса расположена Каппа Парусов со звёздной величиной +2,45m. 

#### Фобос
Вид неба на Фобосе в целом должен быть таким же, как и на Марсе — однако в небе Фобоса будет виден Марс, имеющий очень большой размер: его угловой диаметр будет составлять 41°. Звёздная величина полностью освещённого Марса в небе Фобоса должна составлять −21m, что всего лишь в 100 раз тусклее Солнца[уточнить].

### Юпитер
Большая полуось орбиты Юпитера составляет 5,2 а. е., а значит, Солнце освещает Юпитер в 27 раз слабее, имеет видимую звёздную величину −23m и угловой диаметр около 6'. Наклон экватора к плоскости эклиптики у Юпитера мал, поэтому смена времён года на нём отсутствует. Сутки на Юпитере длятся чуть менее 10 часов, а год длится около 12 лет. У Юпитера, как и у остальных планет-гигантов, нет твёрдой поверхности, но если наблюдать из верхних слоёв его атмосферы, небо будет иметь тёмно-голубой цвет, а облака могут быть различных цветов.
В небе Юпитера из-за его удалённости планеты земной группы видны довольно плохо: они выглядят гораздо тусклее, чем из внутренних областей Солнечной системы и никогда не удаляются от Солнца достаточно далеко: элонгация Марса никогда не превышает 20°, а у остальных планет она ещё меньше. Самой яркой из планет земной группы в небе Юпитера будет Венера — в максимуме блеска её звёздная величина будет достигать −0,8m, что сравнимо с блеском Канопуса. Приблизительно такую же яркость в небе Юпитера будет иметь Сатурн, ставший ярче, чем в небе Земли. Звёздная величина Земли будет достигать +0,8m, а Луны — +4,6m, угловое расстояние между ними не будет превышать 2'. Меркурий и Марс в максимумах блеска будут иметь величины +1,8m и +3,9m соответственно, а значительную часть времени будут тусклее +6m и не будут видны невооружённым глазом. Уран будет немного ярче, чем в небе Земли и достигать звёздной величины +5,3m.
Более примечательными объектами в небе Юпитера должны быть его многочисленные спутники: самыми яркими из них будут галилеевы спутники — Ио, Европа, Ганимед и Каллисто. Их звёздные величины в максимумах будут составлять, соответственно, −10m, −9m, −9m и −6m. Один из самых близких к Юпитеру спутников — Амальтея — будет иметь в его небе величину до −3m. Угловые размеры галилеевых спутников достаточны для того, чтобы происходили полные солнечные затмения, а угловой диаметр Ио даже больше, чем угловой диаметр Луны в небе Земли. Галилеевы спутники близки к Юпитеру и вращаются практически в плоскости его экватора, поэтому Ио, Европа и Ганимед при каждом обороте вокруг него попадают в тень Юпитера. Поэтому с Юпитера они никогда не видны в полной фазе.
Полярные звёзды Юпитера те же, что и у Луны: 36 Дракона с расстоянием 2,5° от полюса мира — северная, а Дельта Золотой Рыбы, расположенная в 1,5° — южная.

#### Спутники Юпитера
Юпитер, наблюдаемый с Амальтеи — одного из самых близких к Юпитеру спутников — имеет угловой диаметр более 44° и видимую величину −20m — это лишь в 15 раз тусклее, чем Солнце. В небесах других спутников Юпитер не настолько велик, но тоже довольно ярок: например, при наблюдении с Каллисто его звёздная величина достигает −15m. Однако это меньше, чем у полной Земли в небе Луны — из-за дальности от Солнца Юпитер получает сильно меньше энергии на единицу площади.

### Сатурн
Сатурн удалён от Солнца на расстояние 9,5 а. е., следовательно, освещён Солнцем в 90 раз слабее, чем Земля. Солнце при наблюдении с Сатурна имеет звёздную величину −22m и угловой диаметр — немногим более 3'. Сутки на Сатурне длятся 10,6 часов, а год — более 29 лет. Угол между экватором Сатурна и его орбитой составляет почти 27°, так что склонение Солнца меняется в большем диапазоне, чем на Земле и присутствует смена времён года. Небо на Сатурне имеет жёлтый цвет.
Планеты при наблюдении с Сатурна будут ещё тусклее, чем в небе Юпитера: Венера не будет ярче 0m, а Земля — +2m, причём Луна уже не будет видна невооружённым глазом. Меркурий будет не ярче +3m, а Марс — +5,5m, находясь на пределе видимости человеческим глазом. Кроме того, планеты будут располагаться очень близко к Солнцу, что будет сильно мешать их наблюдениям, а максимум блеска будет достигаться при верхнем соединении. Хорошо будет наблюдаться Юпитер: его элонгация будет достигать 33°, а звёздная величина — +0,2m. Уран будет заметно ярче, чем при наблюдениях с Земли: в противостоянии он будет достигать величины +4,4m.
На небе Сатурна будут видны его спутники, которых ещё больше, чем у Юпитера. Самыми яркими из них, ярче −5m, будут Титан, Рея, Диона, Тефия, Энцелад и Мимас — 6 из 7 крупнейших спутников Сатурна. Япет — третий по размеру — слишком далёк от Сатурна, чтобы иметь такой видимый блеск. Шесть ярчайших спутников имеют угловой размер меньше, чем у Луны в небе Земли, но больше, чем у Солнца в небе Сатурна (лежат в диапазоне 5-15'), и они могут могут вызывать полные солнечные затмения на Сатурне. Несмотря на то, что самый крупный спутник как по линейным, так и по угловым размерам — Титан, он не является самым ярким из-за низкого альбедо: Титан достигает блеска −6,2m, а наиболее яркий — Тефия — −7,7m. Кроме того, у Сатурна есть множество других спутников, более ярких, чем звёзды ночного неба и планеты, наблюдаемые с Сатурна.
Другой примечательной особенностью Сатурна являются его кольца. Вид колец с Сатурна зависит от широты места наблюдения. В приполярных областях, выше 66-й параллели, кольца не видны и находятся под горизонтом. Ближе к экватору становится видна внешняя часть колец, а на 39-й параллели кольца становятся видны полностью, имея максимальную ширину, равную 31°. При дальнейшем перемещении к экватору они начинают сужаться, при этом поднимаясь к зениту, а с экватора они выглядят как очень тонкая полоса, проходящая с запада на восток через зенит. В направлении, противоположном направлению на Солнце, часть колец затемнена Сатурном.
С Сатурна может наблюдаться транзит Юпитера по диску Солнца: диаметр Юпитера составляет примерно десятую часть диаметра Солнца, однако во время транзита Юпитер ближе к Сатурну, чем Солнце, поэтому угловой диаметр Юпитера составляет больше пятой части диаметра Солнца, а блеск Солнца снижается более чем на 5 %. Однако такие транзиты происходят очень редко — в среднем реже одного раза в тысячелетие.
Для Сатурна северной полярной звездой является 2 Малой Медведицы, расположенная в 3,5° от северного полюса мира, со звёздной величиной 4,3m. Земная Полярная располагается меньше, чем в 6° от полюса в небе Сатурна. Роль южной полярной звезды играет Дельта Октанта, находящаяся менее чем в 30' от полюса, также с величиной 4,3m.

#### Спутники Сатурна
Большая часть спутников Сатурна обращается в плоскости его экватора, как и его кольца. Поэтому со спутников будет виден Сатурн, пересечённый полоской колец, видимых с ребра, и остальные спутники, выстроившиеся в линию.
Титан — единственный спутник в Солнечной системе, имеющий плотную атмосферу. Она состоит в основном из азота и метана и создаёт давление в полтора раза большее, чем атмосфера Земли. Она пропускает около 10 % света в видимом диапазоне и сильно его рассеивает, поэтому оптические наблюдения с поверхности невозможны — однако в инфракрасной области атмосфера прозрачна. Небо на поверхности имеет красно-оранжевый цвет, на некоторой высоте — жёлтый, а в верхних слоях атмосферы — голубой. В небе Титана Сатурн имеет угловой диаметр 5°, а кольца занимают 12°. Без учёта атмосферного поглощения видимая величина Сатурна должна достигать −14m, а сам Сатурн, подобно Земле в небе Луны, должен находиться в одной области неба и наблюдаться только с части поверхности Титана.
Мимас — один из ближайших спутников Сатурна. В его небе Сатурн будет иметь угловой диаметр около 35°, а кольца протянутся на 90°. Звёздная величина Сатурна составит −18m, что соответствует всего в 40 раз меньшей освещённости, чем создаваемая Солнцем.

### Уран
Уран удалён от Солнца на 19 а. е., следовательно, угловой размер Солнца составляет менее 2', а его видимая величина — около −20m. Продолжительность суток на Уране — 17,2 часа, а год там длится в 84 раза дольше, чем на Земле. Небо на Уране должно быть голубого цвета.
Одной из особенностей Урана является наклон экватора к плоскости его орбиты: он составляет около 98°. По этой причине на большей части поверхности Урана, за исключением экваториальных областей, должны быть полярные дни и полярные ночи продолжительностью до 42 земных лет.
Меркурий большую часть времени будет невидим невооружённым глазом, в максимуме блеска имея величину около +4,5m. Венера и Земля будут иметь величины +1,7m и +3,4m соответственно и никогда не будут удаляться от Солнца более чем на 3°. Элонгация Юпитера будет достигать 15°, а сам Юпитер будет таким же ярким, как и Венера. Сатурн будет иметь блеск, сравнимый с блеском Земли и максимальную элонгацию в 30°. Также невооружённым глазом вблизи противостояний будет виден Нептун со звёздной величиной +5,6m.
В небе Урана самыми яркими объектами после Солнца будут его спутники. Крупнейшие спутники Урана — Титания, Оберон, Умбриэль, Ариэль и Миранда — будут иметь звёздные величины, соответственно, −4,7m, −3,6m, −5m, −6,3m и −4,4m. Их размеры достаточны для того, чтобы полностью затмевать Солнце, а наибольший угловой размер, около 24', будет иметь Ариэль. Так как спутники вращаются близко к плоскости экватора Урана, то, когда на Уране зима или лето, Солнце находится близко к полюсу мира, а спутники не достигают ни полной, ни нулевой фазы, и большую часть времени освещена лишь половина их диска.
Северной полярной звездой для Урана является Эта Змееносца с величиной 2,45m и полярным расстоянием, немного меньшим 40'. Роль южной полярной играет 15 Ориона с величиной 4,8m, расположенная менее чем в 30' от полюса.

### Нептун
Радиус орбиты Нептуна составляет 30 а. е., следовательно, Солнце в небе Нептуна имеет диаметр около 1' — это на пределе разрешающей способности человеческого глаза. Тем не менее видимый блеск Солнца будет составлять −19,5m, что приблизительно в тысячу раз ярче полной Луны в небе Земли. Сутки на Нептуне длятся около 16 часов, а год — 164 земных года. Наклон оси вращения составляет 28°. Нептун по составу похож на Уран, поэтому небо на нём также должно иметь голубой цвет.
Самой яркой планетой в небе Нептуна будет Юпитер с звёздной величиной в максимуме блеска +2,5m, второй по яркости — Венера с величиной +2,7m. Блеск Земли и Сатурна не будет превышать +4m, а остальные планеты не будут видимы невооружённым глазом.
Среди спутников Нептуна Тритон будет самым ярким и крупным, достигая звёздной величины −6,5m и имея угловой диаметр 28' — чуть меньше, чем у Луны. Другие спутники будут заметно тусклее, их блеск не будет превышать −3m.
Северной полярной звездой для Нептуна будет Дельта Лебедя: её величина составляет 2,9m, а расстояние до полюса мира — около 3°. Южной полярной будет Дзета Кормы со звёздной величиной +2,2m и полярным расстоянием менее 4°.

### Плутон и Харон
Плутон, вместе со своим крупнейшим спутником Хароном, обращается вокруг Солнца обычно за пределами орбиты Нептуна, за исключением двадцатилетнего промежутка на каждом витке.
При наблюдении с Плутона Солнце всё ещё достаточно яркое, примерно в 150—450 раз ярче полной Луны при виде с Земли (яркость изменяется в течение года из-за эксцентриситета орбиты Плутона). Тем не менее люди бы заметили большую разницу в освещении.
Благодаря фотографиям зонда «Новые горизонты» установлено, что атмосфера Плутона неплохо рассеивает свет Солнца благодаря большой протяжённости (до 3000 км) и наличию частичек замороженных углеводородов. Наблюдатель с планеты может увидеть тусклое белёсо-голубое небо со слоистой дымкой.
Плутон и Харон повёрнуты друг к другу одной стороной, то есть Харон всегда показывает Плутону только одну свою сторону, и Плутон тоже показывает Харону одну и ту же сторону. Наблюдатели на обратной от Плутона стороне Харона никогда не увидят эту карликовую планету; наблюдатели на дальней от Харона стороне Плутона никогда не увидят его спутник. Каждые 124 года на несколько лет наступает сезон взаимных затмений, когда Плутон и Харон закрывают Солнце друг от друга с интервалом в 3,2 дня.

### Кометы
Небо кометы демонстрирует огромные изменения по мере приближения к Солнцу. Чем ближе к Солнцу, тем больше кометного льда сублимирует с её поверхности, образовывая хвосты из газов и пыли и кому. Наблюдатель с проходящей возле Солнца кометы может видеть звёзды в молочной дымке, которая также будет производить интересные эффекты гало вокруг Солнца и других ярких объектов.

## Экзопланеты
Для наблюдателей на экзопланетах прежде всего изменится привычный рисунок созвездий. Солнце будет видно невооружённым глазом на расстоянии всего лишь до 20-25 парсек (65-80 световых лет). Звезда Бета Волос Вероники имеет несколько большую светимость, чем наше Солнце, но даже на относительно небольшом расстоянии в 27 световых лет она оказывается довольно тусклой на нашем небе. Если бы Солнце наблюдалось из системы Альфа Центавра, ближайшей к нам звёздной системы, оно бы выглядело как яркая звезда в созвездии Кассиопея. По яркости Солнце (0.08 m) было бы сравнимо с Капеллой в нашем небе.
Гипотетическая планета, обращающаяся вокруг Альфа Центавра A или B, будет видеть второй компонент системы как очень яркую звезду. Например, планета земного типа на расстоянии 1.25 астрономической единицы от Альфа Центавра A (с периодом обращения 1,34 года) будет получать нормальное солнечное освещение от своей звезды, а Альфа Центавра B будет от 5,7m до 8,6m звёздной величины слабее (от −21,0m до −18,2m), или от 190 до 2700 раз слабее, чем Альфа Центавра A, но всё ещё от 2100 до 150 раз ярче полной Луны. Также и наоборот, планета земного типа на расстоянии 0,71 астрономической единицы от Альфа Центавра B (с периодом обращения 0,63 года) будет получать нормальное солнечное освещение от своей звезды, а Альфа Центавра A будет от 4,6m до 7,3m звёздной величины слабее (от −22,1m до −19,4m), или от 70 до 840 раз слабее, чем Альфа Центавра B, но всё ещё от 5700 до 470 раз ярче полной Луны. И в том, и в другом случае второе солнце будет двигаться по небу планеты, с каждым периодом обращения возвращаясь приблизительно на то же место. Начинаться траектория будет от непосредственной близости к первому солнцу, спустя половину периода обращения второе солнце будет освещать планету с противоположной от первого стороны. После истечения ещё одного полупериода цикл закончится. Другие обращающиеся вокруг одного из компонентов планеты будут видеть похожие небеса. Проксима Центавра из окрестностей звёзд Альфа Центавра A и Альфа Центавра B видна только как объект 5-й звёздной величины из-за своих малых размеров и очень низкой светимости.
Планета Проксима Центавра b вращается вокруг Проксимы Центавра на расстоянии около 7,3 млн километров (0,05 а. е.) с периодом около 11,2 земных суток и получает от своей родительской звезды примерно 65 % того света, который Земля получает от Солнца. При этом родительская звезда имеет видимый диаметр в три раза больше, чем Солнце на Земле. Из-за близости к своей звезде планета, вероятнее всего, находится в состоянии приливного захвата и повёрнута к звезде всегда одной стороной. Таким образом, Проксима Центавра должна быть всегда видна на одной стороне планеты и никогда на другой. Однако могут иметь место явления и связанные с ними эффекты, наблюдающиеся на Меркурии. Альфа Центавра A и Альфа Центавра B будут видны как яркие звезды со звёздными величинами −6,69m и −5,38m. Максимальное угловое расстояние между ними составит около 7,8′.
Звёздное небо в системе Альфа Центавра претерпит незначительные изменения только за счёт смещения самых близких ярких звёзд в северном направлении относительно земного звёздного неба (а ещё точнее в сторону созвездия Кассиопеи, где будет Солнце). Так, сильно сместится Сириус — он окажется в созвездии Ориона, возле Бетельгейзе. Значительно сместятся Процион (в созвездие Близнецов), Альтаир (в созвездие Лисички), Вега (окажется вблизи границы Лиры и Дракона) и Фомальгаут (в созвездие Водолея). Заметно сдвинутся с мест Арктур, Капелла, Альдебаран, Регул, Кастор и Поллукс (Кастор и Поллукс окажутся рядом друг с другом вблизи границы Близнецов и Возничего). Очертания созвездий из далёких звёзд, в основном, не изменятся. Так, в северном полушарии сохранятся узнаваемыми созвездия Ориона (не считая того, что там окажется Сириус), Лебедя, Кассиопеи (не считая того, что там окажется Солнце), Большой и Малой Медведиц (в том числе Полярная звезда), а также скопление Плеяды.
При наблюдении с 40 Эридана, удалённого на 16 световых лет, Солнце будет средней звездой со звёздной величиной 3,3m в созвездии Змея (Голова Змеи). На таком удалении большинство ближайших к нам звёзд будут иметь другие положения на небе, включая Альфа Центавра и Сириус.
Для планет на орбите вокруг Альдебарана, 65 световых лет от нас, Солнце будет немного выше над Антаресом из нашего созвездия Скорпиона, и со звёздной величиной 6,4m будет едва видна невооружённому глазу. Созвездия, состоящие из очень ярких и далёких звёзд, будут узнаваемы (такие, как Орион), но большая часть неба будет незнакома для наблюдателей, прилетевших туда с Земли.